# Theodor Tallqvist
Henrik Theodor Tallqvist, född 23 maj 1839 i Euraåminne, död 16 maj 1912 i Helsinge kommun, var en finländsk ingenjör och järnvägsman. Han var far till fysikern Hjalmar Tallqvist och läkaren Theodor Tallqvist samt kusin till orientalisten Knut Tallqvist och nationalekonomen Verner Tallqvist.
Tallqvist blev student 1858 och genomgick tekniska realskolan i Helsingfors. År 1868 blev han stationsingenjör vid Sankt Petersburg – Riihimäki järnvägsbyggnad och utnämndes 1872 till baningenjör. Åren 1874–1876 var han anställd vid byggandet av järnvägen Tavastehus–Tammerfors–Åbo. Han var den ledande mannen i den på ständernas anhållan 1877 tillsatta kommissionen för att utarbeta program för ett framtida byggnadssystem för järnvägarna. Kommissionens förslag, som antogs av lantdagen 1878, gick ut på bredspåriga banor med lätt överbyggnad och minskad hastighet. I enlighet därmed byggdes Vasabanan 1879–1882, varvid Tallqvist deltog. År 1881 blev han överingenjör och chef för hela landets järnvägsbyggnader. Han utarbetade planerna till Uleåborgs-, Savolax-, Kotka-, Karelen- och Björneborgsbanorna. 
Då överdirektörsämbetet i Överstyrelsen för väg- och vattenbyggnaderna tillsattes fick inte Tallqvist tjänsten. Han begärde avsked 1893 och erbjöds då adelskap, vilket han dock ej mottog. Han blev sekreterare i Helsingfors drätselkammare, en tjänst han uppbar till 1903. Tallqvist deltog i samtliga lantdagar 1885–1900 som medlem av borgarståndet och var vid de flesta ordförande i järnvägsutskottet.